# V510 Близнецов
V510 Близнецов (лат. V510 Geminorum) — тройная звезда в созвездии Близнецов на расстоянии приблизительно 1 209 световых лет (около 371 парсек) от Солнца. Возраст звезды определён как около 11,195 млрд лет.
Пара первого и второго компонентов — двойная затменная переменная звезда типа W Большой Медведицы (EW)*. Видимая звёздная величина звезды — от +14,58m до +13,95m. Орбитальный период — около 0,2208 суток (5,3004 часа).

## Характеристики
Первый компонент — оранжевый карлик спектрального класса K. Масса — около 0,79 солнечной, радиус — около 0,8 солнечного, светимость — около 0,241 солнечной. Эффективная температура — около 4543 К.
Второй компонент — оранжевый карлик спектрального класса K. Масса — около 0,28 солнечной, радиус — около 0,52 солнечного, светимость — около 0,118 солнечной. Эффективная температура — около 4717 К.
Третий компонент. Орбитальный период — около 5,77 лет.